# Antonio Boccuzzi
Antonio Boccuzzi (Torino, 27 luglio 1973) è un politico italiano.

## Biografia
Figlio di immigrati pugliesi giunti a Torino in cerca di occupazione, ha lavorato per 13 anni come operaio allo stabilimento torinese della società ThyssenKrupp Acciai Speciali Terni SpA, nel quale è stato sindacalista della UILM. Nel 2007 fu l'unico superstite tra gli operai coinvolti nell'incidente sul lavoro occorso nello stabilimento. Dal 29 aprile 2008 è Deputato della Repubblica Italiana nel gruppo parlamentare del Partito Democratico, eletto nella circoscrizione Piemonte 1. Viene rieletto nelle elezioni del 2013,  nella stessa circoscrizione elettorale.
Nel 2019 abbandona il Partito Democratico per aderire ai Moderati.

## Attività parlamentare
Antonio Boccuzzi ha presentato una proposta di legge, come primo firmatario, per l'istituzione di un Giorno della memoria delle vittime sul lavoro e altre disposizioni per l'informazione sui problemi della sicurezza sul lavoro.
Come cofirmatario, ha presentato proposte legate principalmente al mondo del lavoro: contrasto dello sfruttamento lavorativo degli immigrati clandestini, facilitazioni al prepensionamento di addetti a lavori usuranti, cumulo prestazioni erogate dall'INPS e dall'INAIL, contrasto del mobbing, norme a sostegno del reddito di lavoratori esclusi dagli ammortizzatori sociali, armonizzazione della disciplina in materia di lavoro flessibile e tutela dei lavoratori esposti all'amianto.
Ha presentato proposte anche su tematiche come infrastrutture, immigrazione, contrasto alle discriminazioni sull'orientamento sessuale o sull'identità di genere, misure per la valorizzazione dei piccoli comuni con popolazione inferiore ai 5 000 abitanti e inserimento dei sordi nella vita collettiva. Nel luglio 2015 presenta un emendamento al decreto di salvataggio dell'acciaieria ILVA di Taranto, che viene bocciato dall'assemblea, e un ordine del giorno (in merito allo stesso decreto) che viene approvato.
Conclude il proprio mandato parlamentare nel marzo 2018.